# Leonid Vólkov
Leonid Mijáilovich Vólkov (en ruso: Леони́д Миха́йлович Во́лков; Ekaterimburgo, Óblast de Sverdlovsk, Rusia, 10 de noviembre de 1980) es un activista y político ruso en la oposición. Fundador del Partido del Progreso, fue jefe de campaña de Alekséi Navalni para las Elecciones presidenciales de Rusia de 2018. Ha sido diputado de la Duma de la ciudad de Ekaterimburgo.

## Trayectoria

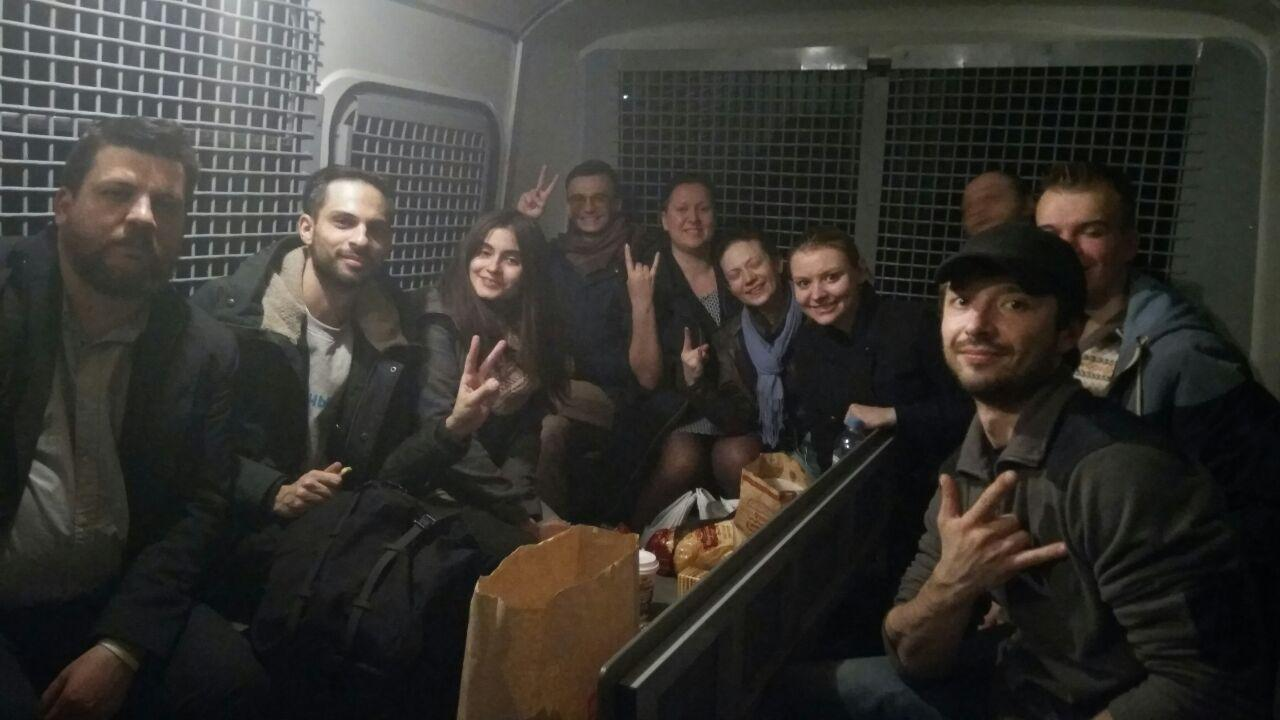
Leonid Vólkov (primero desde la izquierda) junto con otros colaboradores de la Fundación Anticorrupción, voluntarios y empleados de Newcaster.TV detenidos el 26 de marzo de 2017.

En 2006, Leonid Vólkov se doctoró en ciencias físicas y matemáticas en la Universidad Estatal de los Urales. Junto con el politólogo Fiódor Krashénnikov, en 2011 publicó el libro La democracia de la nube («Облачная демократия») dedicado a las perspectivas de desarrollo de la institución de las elecciones y de los principios democráticos basado en las tecnologías de información.
Vólkov fue miembro de la comisión electoral central del Consejo de Coordinación de la Oposición rusa, y fue uno de los líderes que acompañó a Navalni en la campaña electoral para la alcaldía de Moscú de 2013. Con anterioridad, fue miembro del consejo político del Partido de la Libertad Popular. Desde diciembre de 2016, Vólkov ha sido jefe de campaña del líder opositor Alekséi Navalni.
En mayo de 2019, Deutsche Welle (DW) informaba que Vólkov había sido detenido a raíz de las manifestaciones de septiembre de 2018 en las que se protestaba  contra del aumento de la edad de jubilación en su país.
Junto a Navalni, Vólkov impulsa la organización no gubernamental Fundación Anticorrupción, dedicada a la investigación de altos responsables de la Administración rusa. Los altos funcionarios denunciados por la organización son: el primer ministro, Dmitri Medvédev; el fiscal general Yuri Chaika; el presidente de la Duma Estatal, Viacheslav Volodin, el director del Fondo de Pensiones, Antón Drozdov o el comandante en jefe de la Guardia Nacional de Rusia, el general Víktor Zólotov.